# René Privat

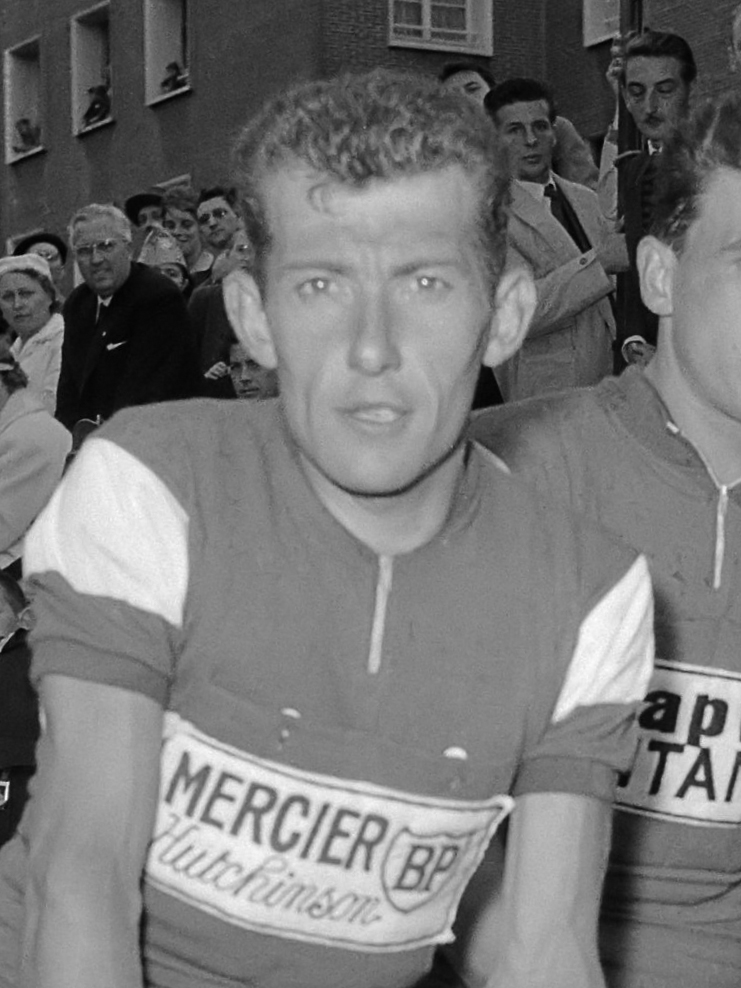
René Privat bei der Tour de France 1960

René Privat (* 4. Dezember 1930 in Coux; † 19. Juli 1995 in Le Puy-en-Velay) war ein französischer Radrennfahrer.
René Privat von 1953 bis 1962 Profi. In diesen Jahren gewann er vor allem kleinere Eintagesrennen und Kriterien in seinem Heimatland. 1955 siegte er beim Critérium International. 1955 siegte er im Eintagesrennen Genua–Nizza. 1956 wurde er Zweiter der französischen Straßenmeisterschaft und 1959 Dritter. 1957 siegte er im Eintagesrennen Paris–Limoges. 1959 wurde er Sieger des Etappenrennens Tour du Sud-Est. Einer seiner größten Erfolge war der Sieg bei Mailand–Sanremo im Jahre 1960.
Zwischen 1953 und 1961 startete Privat achtmal bei der Tour de France. 1956 wurde er Neunter der Gesamtwertung, 1957 gewann er zwei Etappen und trug vier Tage lang das Gelbe Trikot. 1960 entschied er eine weitere Etappe für sich. 1959 gewann er den Grand Prix Stan Ockers.